# Classe Kobben
La classe Kobben, ou Type 207 est une série de sous-marins à propulsion diesel-électrique, construits par le Nordseewerke pour la Marine royale norvégienne. Ces sous-marins sont une version adaptée des Type 205 allemands.

## Histoire
Avec le reste de la Marine royale norvégienne, la flotte de sous-marins devait être modernisée selon le plan de la Flotte de 1960. Après la guerre, la Norvège avait besoin d’une marine plus adaptée aux opérations côtières que de grands navires de mer. Cela a rendu le choix d’un nouveau type de sous-marins plutôt mince, bien peu de sous-marins de l’OTAN étant adaptés à ce type d’opérations. Un sous-marin allemand de type 201 a été prêté à la Marine royale norvégienne pour évaluation et adaptation. Il en résulta le Type 207, dont 15 navires furent livrés à la Norvège entre 1964 et 1967. Tous les sous-marins de classe Kobben ont été construits par Rheinstahl Nordseewerke GmbH à Emden. Entre 1985 et 1993, six bateaux ont été allongés de 2 m et modernisés, notamment avec de nouveaux sonars.
Au cours de cette période, quatre autres ont été vendus à la marine royale danoise (connue là-bas sous le nom de classe Tumleren), trois opérationnels (modernisés) et un pour les pièces de rechange. Le HDMS Sælen a participé à l’invasion de l'Irak en 2003 de mai 2002 à juin 2003.
En 2001, la classe Kobben a été retiré du service en Norvège, remplacée par la nouvelle classe Ula. Cinq navires modernisés ont été donnés à la Marine polonaise (où ils servent encore en 2016), quatre comme unités opérationnelles et un pour les pièces de rechange. Avant d’être transférés, les équipages polonais ont été formés et les sous-marins ont été révisés.
En 2004, tous les bateaux danois opérationnels (Tumleren, Silen et Springeren) ont été mis hors service. Ils ont été mis au rebut à partir de 2005, attendant d’être mis au rebut ou transférés à une autre nation.

## Dans la culture populaire
Le Kobben est mentionné par le romancier américain Tom Clancy dans son techno-thriller Tempête rouge (Red Storm Rising) de 1986.

## Navires

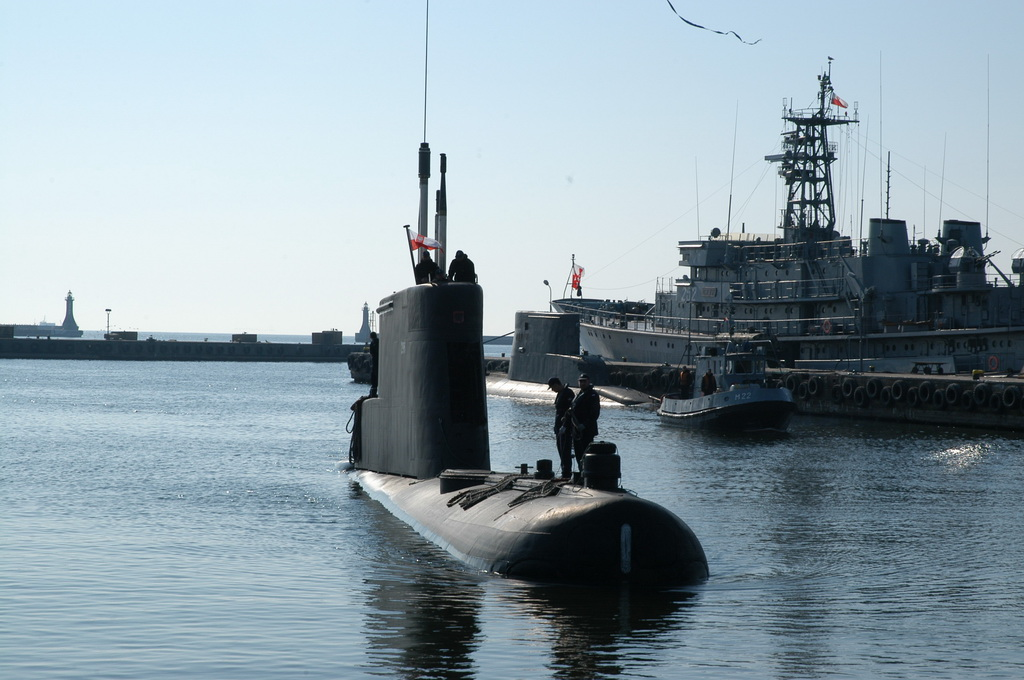
ORP Bielik en service avec la Marine polonaise (source: ministère de la Défense polonais).

| Pennant number | Nom     | Mis en service  | Notes |
| -------------- | ------- | --------------- | --- |
| S-315          | Kaura   | 1965            | Transféré au Danemark en 1991 pour les pièces détachées |
| S-316          | Kinn    | 8 avril 1964    | Sabordé au Bjørnafjord en 1990 |
| S-317          | Kya     | 15 juin 1964    | Transféré au Danemark en 1991 en tant que HDMS Springeren. Désarmé en 2004. |
| S-318          | Kobben  | 15 août 1964    | Transféré à la Pologne en 2002 pour pièces détachées et le 17 décembre 2011 transféré à l'Académie Maritime de Gdynia (Akademia Marynarki Wojennej) pour la formation des équipages. |
| S-319          | Kunna   | 29 octobre 1964 | Transféré à la Pologne en 2003 en tant que ORP Kondor. Désarmé en 2017. |
| S-300          | Ula     | 1965            | Renommé Kinn (S-316) en 1987, démoli en 1998 |
| S-301          | Utsira  | 1965            | Démoli en 1998 |
| S-302          | Utstein | 1965            | Transféré au Musée de la marine royale norvégienne à Horten en 1998 en tant que navire musée                                                                                         |
| S-303          | Utvær   | 1965            | Transféré au Danemark en 1989 en tant que HDMS Tumleren (S322). Désarmé en 2004. |
| S-304          | Uthaug  | 1965            | Transféré au Danemark en 1990 en tant que HDMS Sælen (S323) Désarmé en 2004. Maintenant navire musée.                                                                                |
| S-305          | Sklinna | 1966            | Reconditionné en 1989, démoli en 2001 |
| S-306          | Skolpen | 1966            | Transféré à la Pologne en 2002 en tant que ORP Sęp. Désarmé en 2021. |
| S-307          | Stadt   | 1966            | Démoli en 1989 |
| S-308          | Stord   | 1967            | Transféré à la Pologne en 2002 en tant que ORP Sokół. Désarmé en 2018 pour être converti en navire musée.                                                                            |
| S-309          | Svenner | 1967            | Transféré à la Pologne en 2003 en tant que ORP Bielik. Désarmé en 2021. |